# Sigillum leleupi
Sigillum leleupi är en skalbaggsart som beskrevs av Thérond 1975. Sigillum leleupi ingår i släktet Sigillum och familjen stumpbaggar. Inga underarter finns listade i Catalogue of Life.